# Lima
Lima Peru fővárosa. Lakóinak száma rohamosan gyarapszik, több mint 9,5 millió fő. 2007-ben Lima Metropolitana 8,5 millió lakost számolt, ami 30%-a Peru lakosságának. Tipikus dél-amerikai nagyváros, hatalmas társadalmi különbségekkel.

## Földrajz
Lima az ország partjának központi részén, a Csendes-óceán partján fekszik. A várost az Andok nyúlványai övezik félkaréjban, a város a Rimac folyó völgyében, annak bal partján, 154 méter tengerszint feletti magasságban lévő sík területen épült.
Lima szeizmikus övezetben fekvő város, melyben gyakoriak a kisebb-nagyobb földlökések, és már többször sújtotta nagyobb földrengés is a várost, melyek közül 1746-ban Lima jelentős része összedőlt, többek között a katedrális épülete is, legutóbb 1970-ben is volt itt nagyobb természeti katasztrófa.

### Éghajlat
Bár a város az Egyenlítőhöz viszonylag közel fekszik, klímája mégsem igazán trópusi. Limát a Humboldt-áramlat hatásának köszönhetően az "örök tavasz" városának nevezik. A Csendes-óceán hideg áramlata itt délről észak felé haladva lehűti a levegőt, ezért az évi középhőmérséklet 18,4 °C. A legmelegebb hónap a február átlag 22,5 °C-os hőmérsékletével, míg a leghidegebb az augusztus és a szeptember, ekkor csak átlag 15 °C van.
A Humboldt áramlatnak köszönhetően Limára hónapokon át felhőréteg telepszik, azonban ez a tenger felől áramló hideg miatt nem száll fel, ezért csapadék sem képződik. Az itt hulló csapadék évi átlaga csak 30 mm. A páratartalom egész évben 80 százalék körül van, záporeső, vihar, villámlás itt ismeretlen, télen viszont órákon át szitál a helybeliek által "garuának" nevezett köd.
| Hónap                                                  | Jan. | Feb. | Már. | Ápr. | Máj. | Jún. | Júl. | Aug. | Szep. | Okt. | Nov. | Dec. | Év   |
| ------------------------------------------------------ | ---- | ---- | ---- | ---- | ---- | ---- | ---- | ---- | ----- | ---- | ---- | ---- | ---- |
| Rekord max. hőmérséklet (°C)                           | 32,0 | 33,0 | 33,0 | 34,0 | 29,0 | 27,0 | 27,0 | 27,0 | 26,0  | 26,0 | 29,0 | 31,0 | 34,0 |
| Átlagos max. hőmérséklet (°C)                          | 25,8 | 26,5 | 26,0 | 24,3 | 21,7 | 19,7 | 18,7 | 18,4 | 18,7  | 19,9 | 21,9 | 23,9 | 22,1 |
| Átlaghőmérséklet (°C)                                  | 22,5 | 23,0 | 22,6 | 21,0 | 18,9 | 17,5 | 16,9 | 16,5 | 16,7  | 17,6 | 19,2 | 20,8 | 19,4 |
| Átlagos min. hőmérséklet (°C)                          | 19,1 | 19,4 | 19,2 | 17,6 | 16,1 | 15,3 | 15,0 | 14,6 | 14,6  | 15,2 | 16,4 | 17,7 | 16,7 |
| Rekord min. hőmérséklet (°C)                           | 15,0 | 15,0 | 16,0 | 13,0 | 11,0 | 9,0  | 9,0  | 10,0 | 11,0  | 12,0 | 11,0 | 13,0 | 9,0  |
| Átl. csapadékmennyiség (mm)                            | 1    | 0    | 5    | 0    | 0    | 0    | 0    | 0    | 5     | 0    | 0    | 0    | 11   |
| Havi napsütéses órák száma                             | 186  | 197  | 217  | 210  | 124  | 30   | 31   | 31   | 30    | 93   | 120  | 155  | 1424 |
| Forrás: World Meteorological Organization, BBC Weather |      |      |      |      |      |      |      |      |       |      |      |      |      |

## Története
A perui főváros környékén már az inka birodalmat megelőzően is jelentős kultúrák léteztek, melyet régészeti leletek is bizonyítanak. Limától délre úgy 20 km-re Lurinnál i. e. 4500-ból találtak állandó településre utaló nyomokat.
Az inkák uralkodói székhelye a parttól távoli magasföldön épült Cuzco volt.
A mai város helyén i. sz. 200 és 700 között a Lima-kultúra létezett.
Az i. sz. 1. évezred végén a vidék a Wari Birodalom fennhatósága alá került és a 15. századi inka hódításokig kis főnökségek területe volt. Területén a 15. században az inkák hozták létre birodalmukat.
A várost Francisco Pizarro konkvisztádor alapította 1535. január 18-án. Ezután a dél-amerikai spanyol gyarmatbirodalom jelentős központja volt. 1542 és 1821 között a Perui Alkirályság székhelye. Peru függetlenségének 1821. évi kikiáltása óta az ország fővárosa.
Peru 1836-ban különvált Észak- és Dél-Perura. Észak-Peru fővárosa Lima maradt.
A salétromháború alatt (1879–1883, Chile, Bolívia és Peru között) a chilei csapatok megszállták a várost. 1919-ben a város lakossága 175 000 fő volt.
1964. május 24-én a limai Nemzeti Stadionban (Estadio Nacional) történt a labdarúgás legnagyobb tömegszerencsétlensége, amely több száz halottal járt (a legnagyobb becslések szerint ez a szám az 1000-it elérheti).

## Népesség

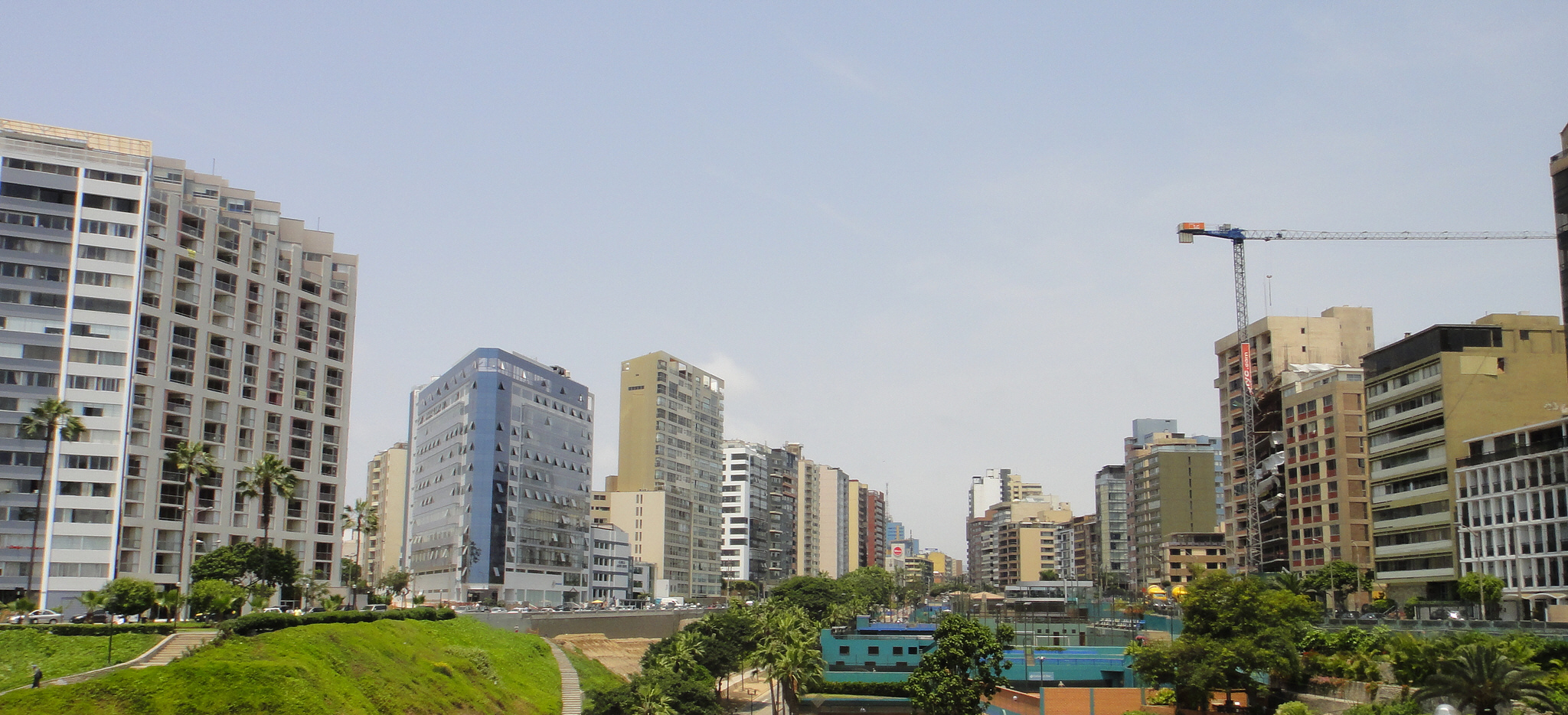
A belváros egy része

Az első település Lima területén 117 házból állt, de később a város észak felé terjeszkedett. 1562-ben egy újabb városrész alakult ki a folyó másik partján, de az első híd csak 1610-ben készült el. Ebben az időben Lima lakossága kb. 16 000 fő volt. 1861-re a népesség közel 100 000 főre emelkedett. 1927-ig ez a szám azonban megduplázódott. A legtöbb bevándorló az 1950-es évektől érkezett a városba. A menekültek túlnyomó része a város szélére költözik, a város emiatt északi és déli irányba terjeszkedik.
| Év   | Népesség |
| ---- | -------- |
| 1614 | 26 400   |
| 1791 | 56 600   |
| 1812 | 63 900   |
| 1820 | 64 000   |
| 1827 | 60 000   |
| 1839 | 55 100   |
| 1850 | 80 000   |
| 1861 | 100 000  |
| 1877 | 101 500  |
| 1890 | 103 900  |
| 1896 | 113 000  |
| 1900 | 103 900  |
| 1908 | 140 900  |
| 1920 | 176 500  |

| Év   | Népesség  |
| ---- | --------- |
| 1925 | 260 000   |
| 1927 | 200 000   |
| 1931 | 373 900   |
| 1940 | 533 600   |
| 1945 | 657 800   |
| 1951 | 835 000   |
| 1953 | 964 000   |
| 1961 | 1 262 100 |
| 1969 | 2 541 300 |
| 1981 | 3 573 227 |
| 1993 | 5 363 270 |
| 1997 | 5 930 318 |
| 2000 | 6 271 430 |
| 2005 | 6 445 974 |

## Kultúra

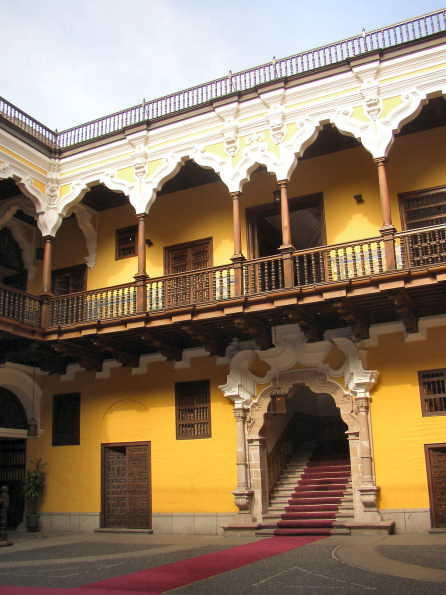
Lima, a Torre Tagle belső udvara

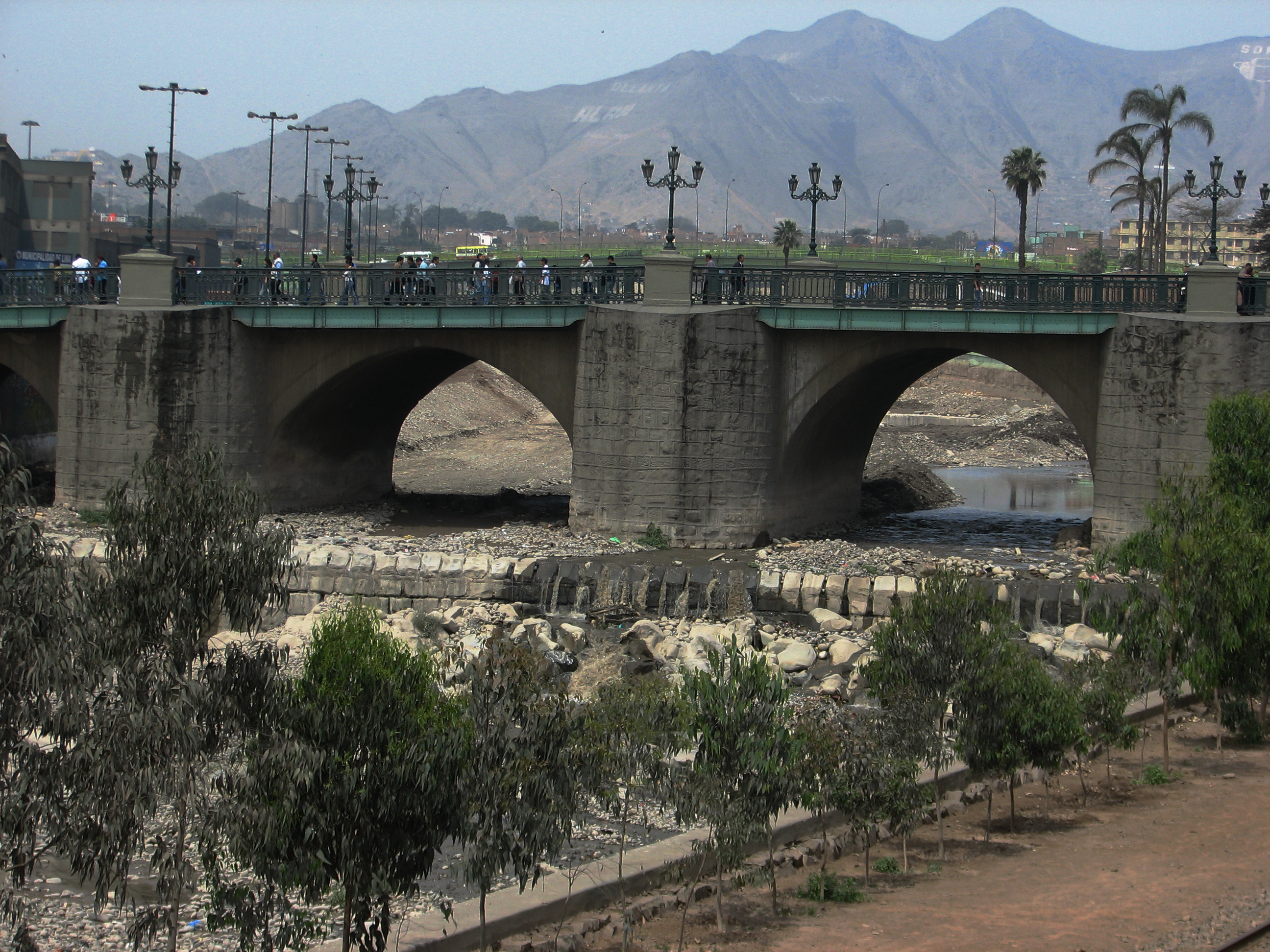
A Rimac folyó hídja Limában

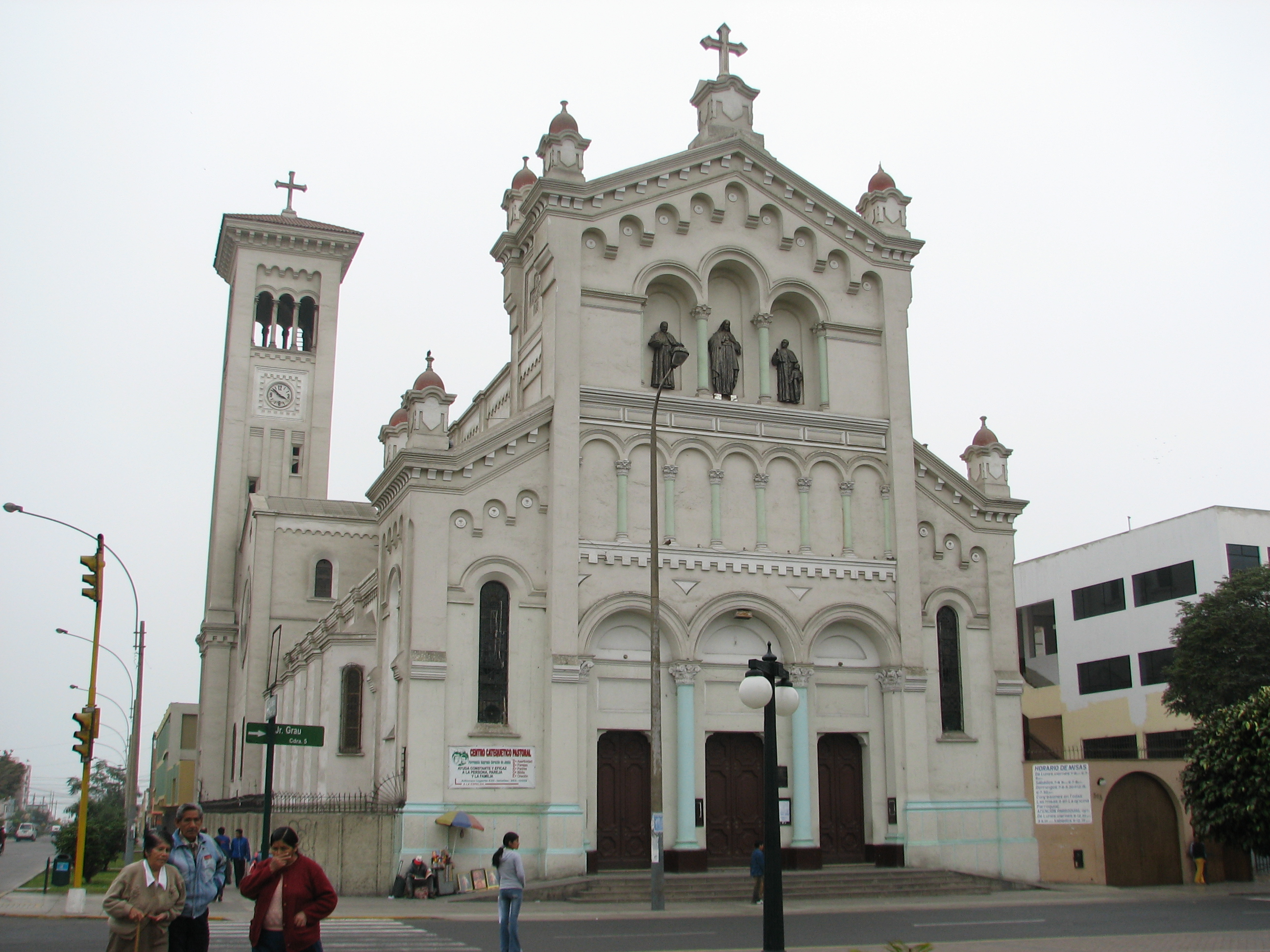
Mária Magdolna-templom

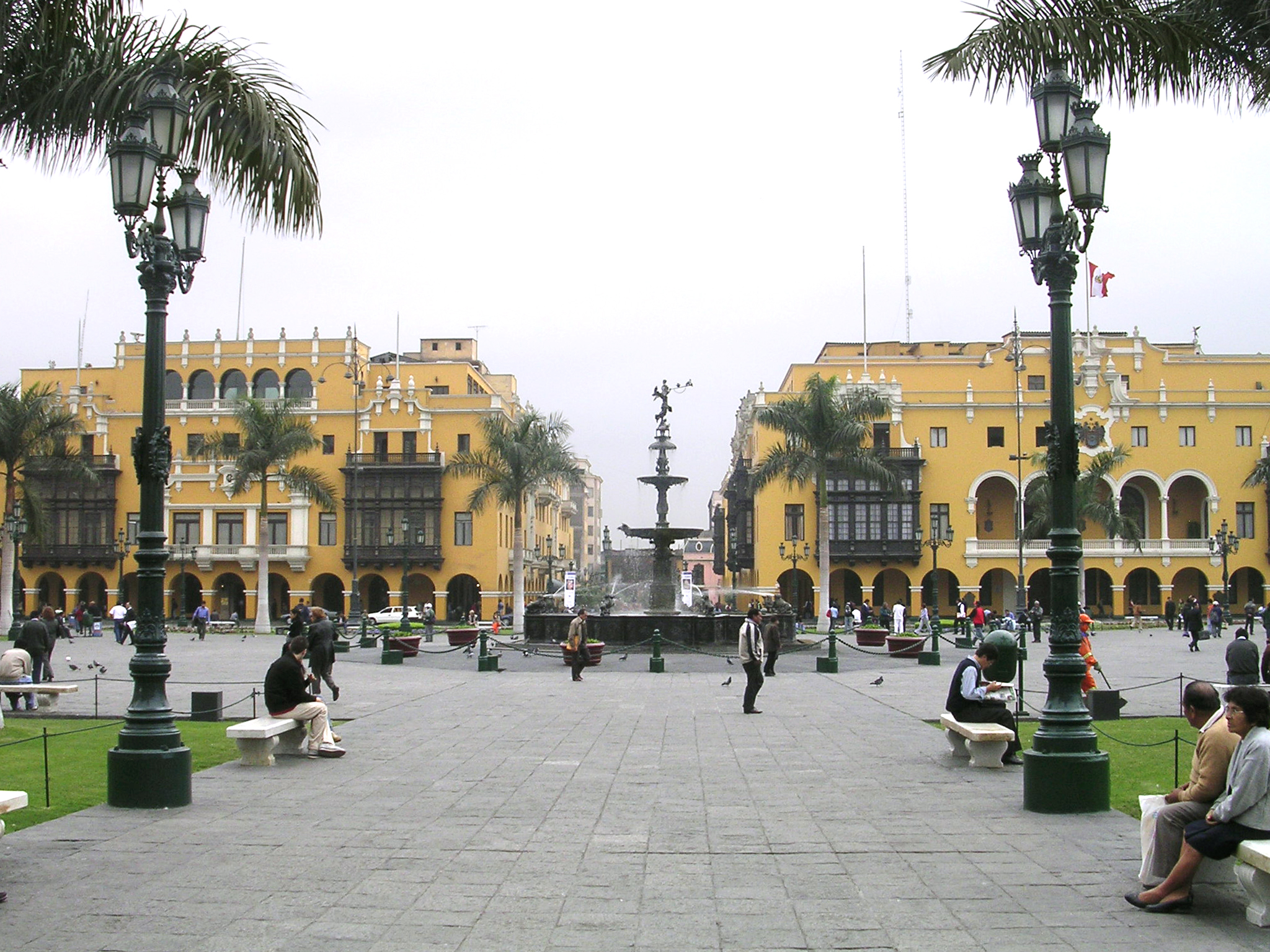
Lima, Főtér

### Oktatás
- San Marcos Egyetem: Dél-Amerika egyik legelső egyeteme. 1551-ben alapították.

### Látnivalók
- Főtér – Plaza Mayor (korábban Plaza de Armas)
- Szent János-székesegyház: 1538-ban készült el, de kicsinek bizonyult, ezért 1572-ben bővíteni kezdték. 1625-ben felszentelték. 1746-ban a földrengés következtében összedőlt, de hamarosan felújították. A főbejárattól jobbra található kápolnában lévő koporsóban helyezték el Francisco Pizarro hamvait.
- Kormányzói (Elnöki) Palota – Palacio de Gobierno: 1920-ban épült.
- Városháza: 1945-ben épült. Itt található a Panco Fierro Galéria is.
- Szent Ferenc-kolostor – Convento de San Francisco: Vallási témájú festményeket és több ezer kötetes könyvtárat tekinthet meg a látogató. Érdekessége, hogy a földalatti folyosók 25 000 elhunyt maradványait rejtik, mert 1808 előtt a limai lakosok oda helyezték halottaikat.
- Szent Domonkos-templom és -kolostor: 1540 – 1599-ig épült. Két sírbolt látható a templomban: Limai Szent Róza, Peru egyetlen női szentje, illetve Porres Szent Márton, az Amerikák első fekete szentje.
- Iglesia de Las Nazarenes templom: Az El Señor de los Milagros fesztivál kiindulópontja. Minden év október 28-án innen indulnak a hívők lila ruhában a fesztiválra.
- Plaza San Martín: Lima második legfontosabb tere. 1921. július 28-án avatták fel a limai függetlenség kikiáltásának és a perui állam születésének 100. évfordulójára. A felszabadító San Martín tábornok Mariano Beulliure által 1921-ben készített bronzszobra található itt.
- Feria Artesanal kézművespiac: Pánsíp, alpakakesztyű és aranyékszerek, valamint a perui kultúra tárgyai tekinthetők, illetve vásárolhatók meg a piacon.
- Barrio Chino – kínai városrész
- Parque del Amor – Szerelmesek parkja: 1993-ban Valentin-napon egy csókolózó ifjú pár szobrát avatták fel a parkban.
- Állatkert: A tengerpart, a hegyvidék és az Amazonas-medence állatvilágát mutatja be.
- A Csendes-óceán Krisztusa

### Múzeumok
- Museo de la Nación – Nemzeti Múzeum: Az őskortól az Inka Birodalom idejéig fellelt régészeti leletek tekinthetők meg három emeleten. Makettek mutatják be a Nazca-vonalakat és Machu Picchu elhelyezkedését.
- Museo Rafael Lareo Herrera: Magánkézben lévő kerámiagyűjtemény mintegy 55 ezer agyagedénnyel és cseréppel.
- Museo Amano: Magánkézben lévő régészeti múzeum a Chancay-kultúra emlékeivel.

Az érdekességek közül kiemelkedik a Museo de Oro del Peru, amely arany-, ezüst- és kőkincseiről, valamint a Museo Nacional de Antropologia y Arquelogia, amely a történelem előtti időszak kincseiről híres.

## Híres emberek
Itt halt meg:
- 1972. február 28-án Barna Viktor huszonkétszeres világbajnok asztaliteniszező
- Borsányi Balázs ferences szerzetes, lapszerkesztő, misszionárius

Itt született:
- Fernando Belaúnde Terry, perui elnök: 1963–1968 és 1980–1985
- Juan Diego Flórez, perui operaénekes
- Alberto Fujimori, perui elnök (1990–2000)
- Alan García, perui elnök 1985–1990 és 2006 óta
- José Paolo Guerrero, labdarúgó
- Boris Vallejo grafikus, festőművész 1941-ben született
- Mario Vargas Llosa perui író, 2010-ben Nobel-díjat kapott

## Média
- Napilapok: La República, a konzervativ El Comercio, Expreso és a Caretas folyóirat.
- További újságok: Diario Correo, El Bocón, El Peruano, Informalisimo, Ojo und Gestión.
- Rádióadók: Radio Alpamayo, Radio América, Radio Nacional, Radio A, Radio Inca Sat és RPP Noticias 2.
- További rádiadók: a katolikus Frecuencia Primera és a La Luz, sportrádió Radio Ovación és a RPP Noticias 1, zeneadók CPN, Radio 100 (az első FM-es rádió Peruban), Radio Rítmo Romantica és a Panamericana Radio.

Televíziók: América Televisión, ATV, Frecuencia Latina, Panamericana, Red Global.

## Testvértelepülések
- Bordeaux Franciaország (1957)
- Buenos Aires (1983)
- Peking Kína (1983)

## Képgaléria

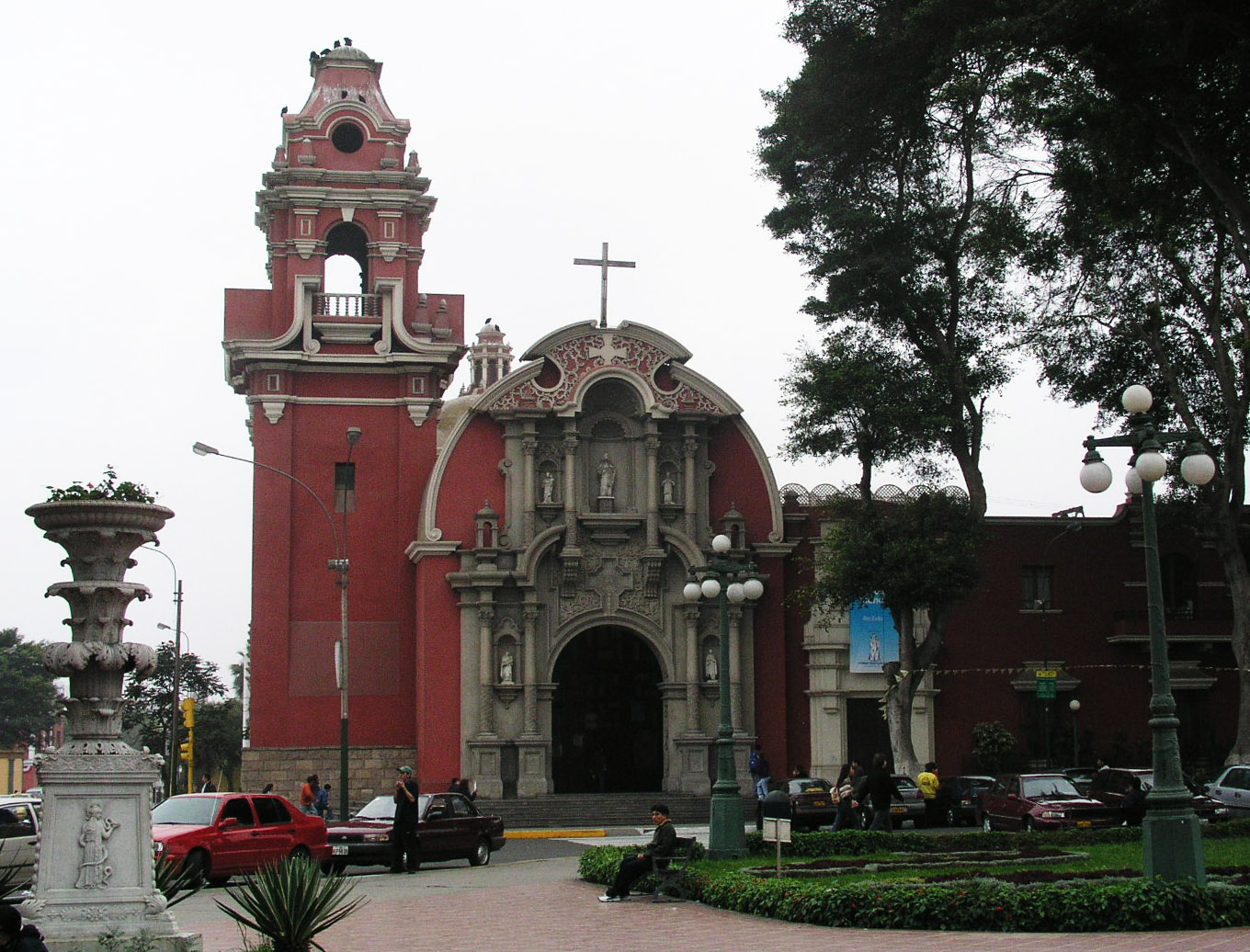
Lima, templom
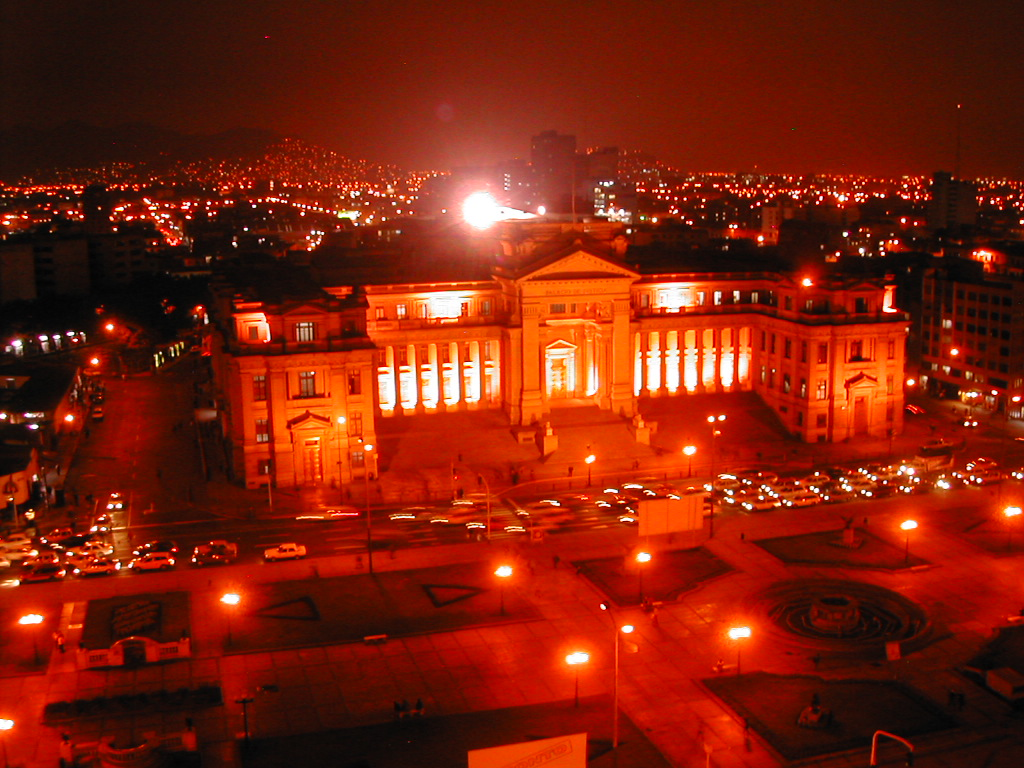
Lima éjszaka
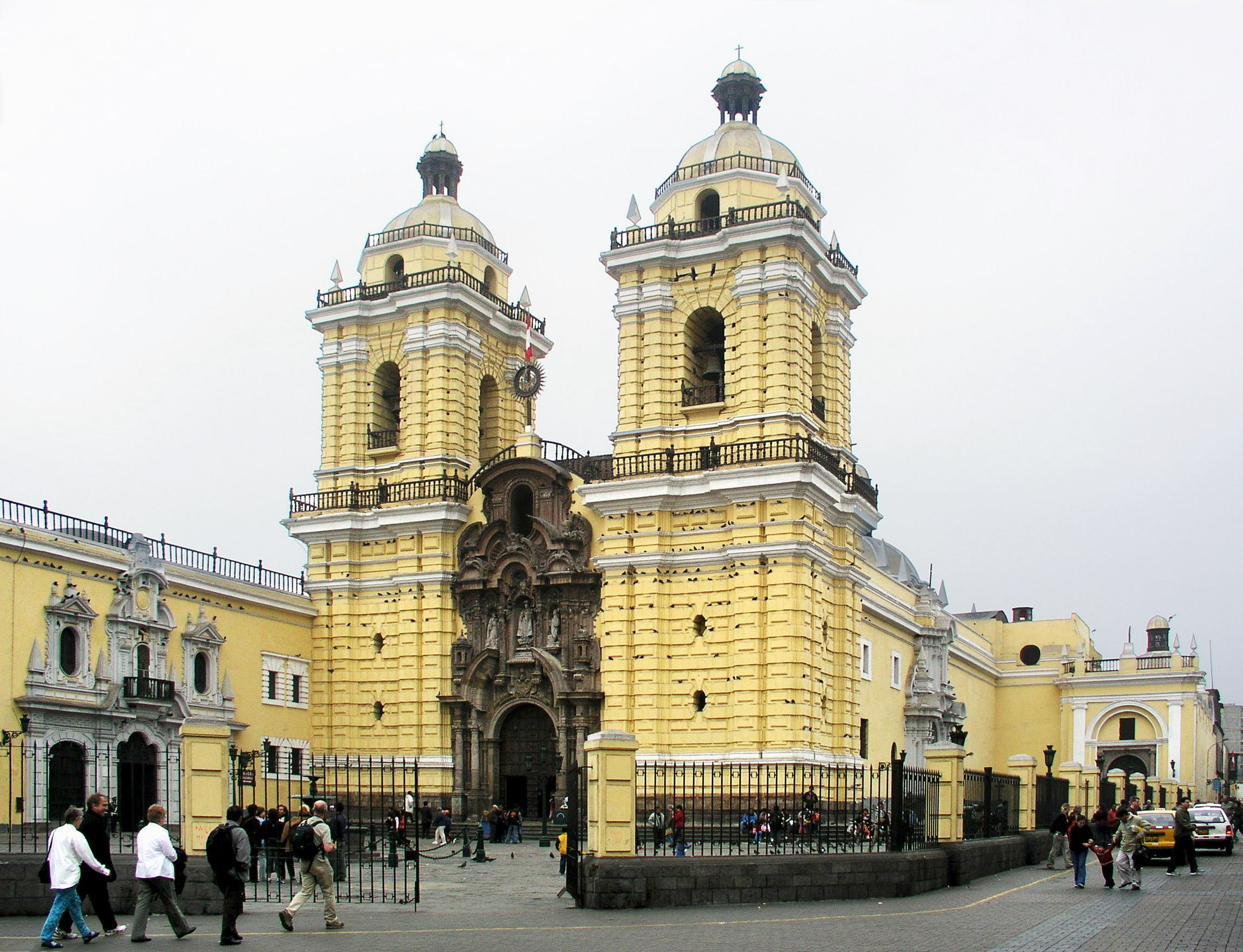
Szent Ferenc (San Francisco) kolostor
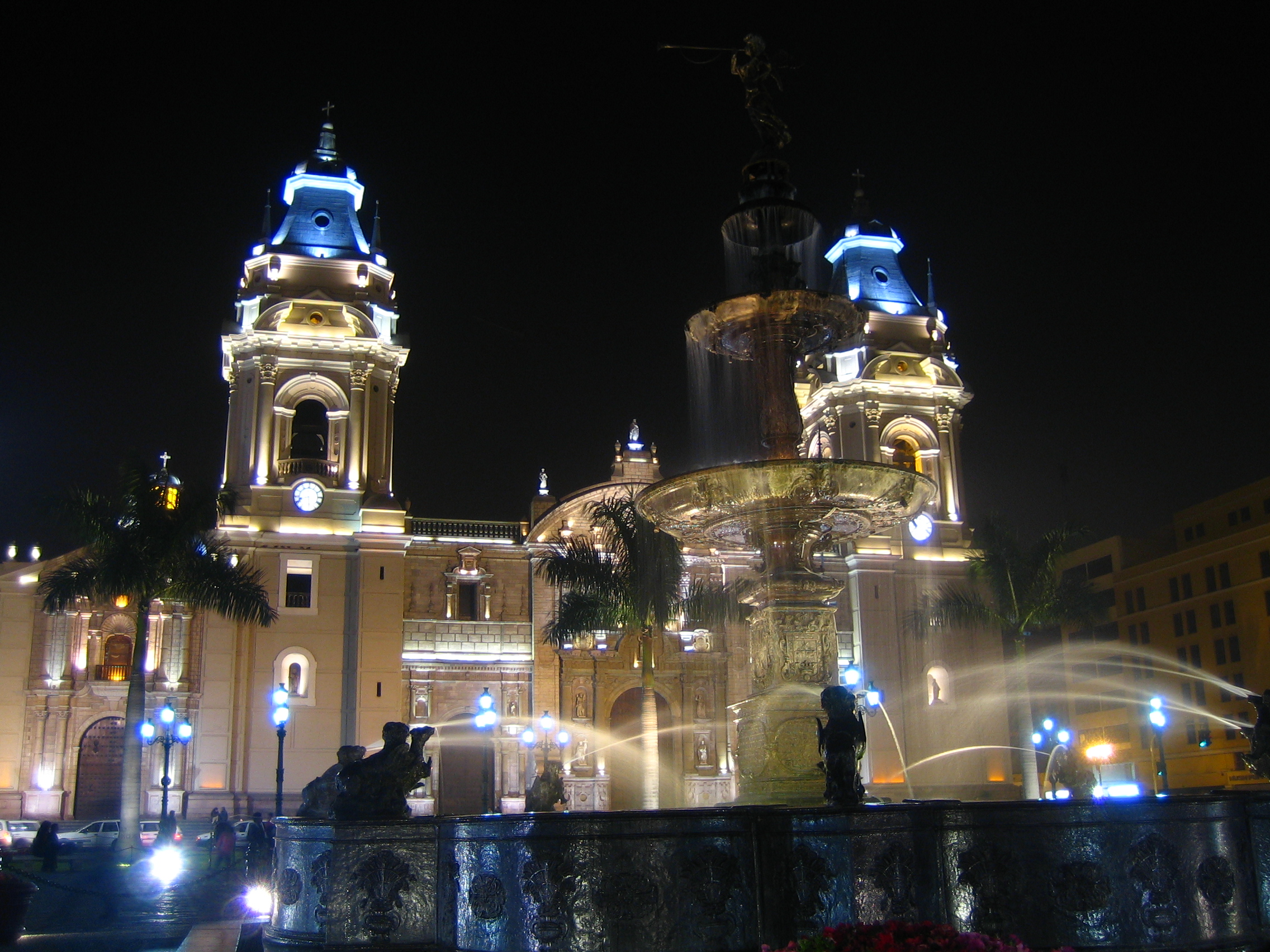
A katedrális
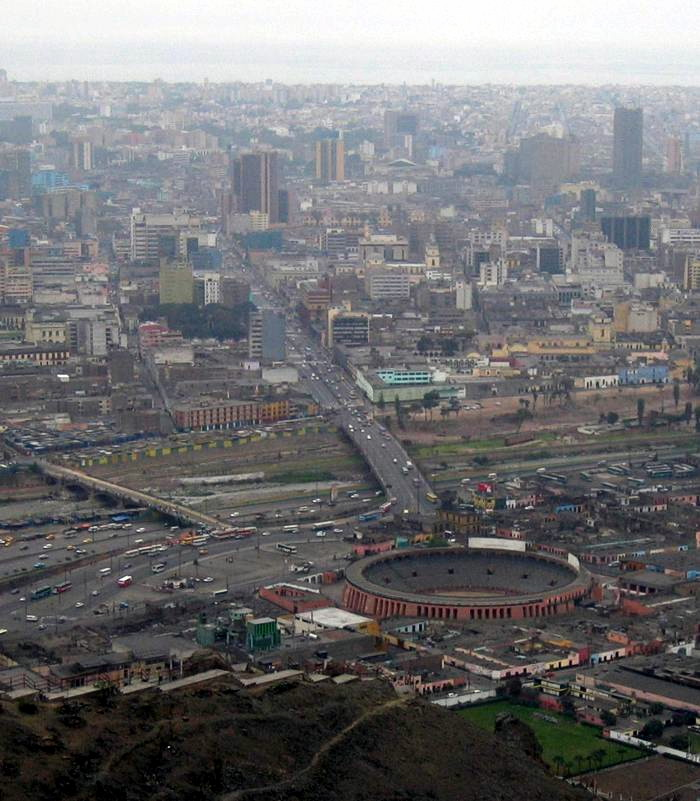
Lima látképe a stadionnal
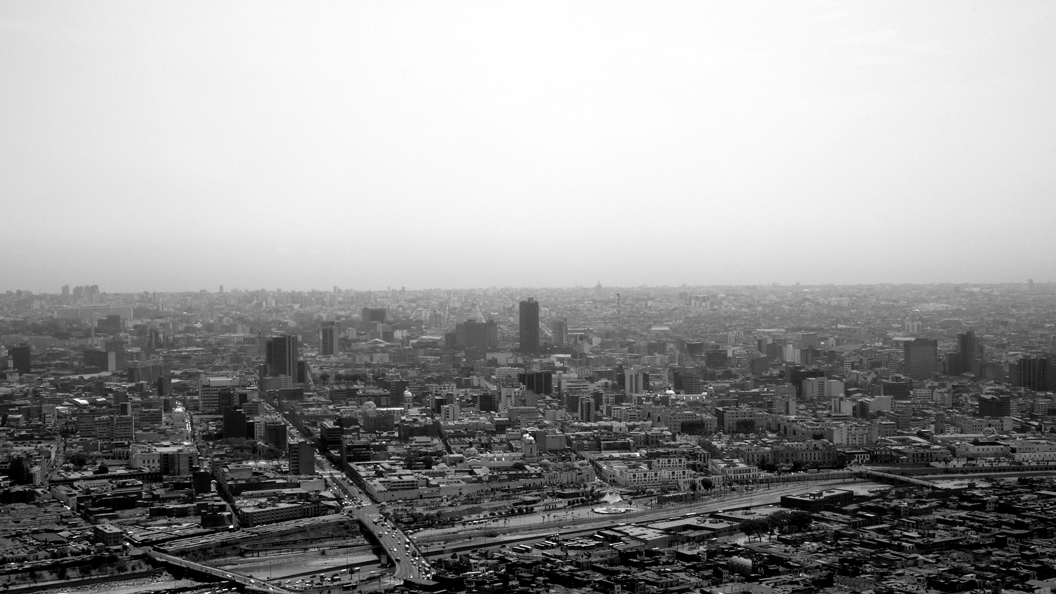
Városkép